# Лекоре (Фиренца)
Лекоре је насеље у Италији у округу Фиренца, региону Тоскана.
Према процени из 2011. у насељу је живело 402 становника. Насеље се налази на надморској висини од 41 м.